# Strada statale 243 del Passo Gardena
La strada statale 243 del Passo Gardena (SS 243) è una strada statale italiana che collega la val Gardena con la val Badia, correndo ai piedi del Gruppo del Sella.

## Percorso
Inizia al Plan de Gralba (frazione del comune di Selva di Val Gardena), dove incrocia la strada statale 242 di Val Gardena e Passo Sella, e supera il passo Gardena (dal quale prende il nome), raggiungendo l'altitudine di 2.121 m. Termina infine a Corvara in Badia, all'incrocio con la strada statale 244 della Val Badia.
In seguito al decreto legislativo 2 settembre 1997, n° 320, dal 1º luglio 1998, la gestione è passata dall'ANAS alla provincia autonoma di Bolzano. Quest'ultima ha lasciato la classificazione e la sigla di statale (SS) alla strada, poiché non si tratta di un trasferimento dal demanio dello Stato a quello delle Regioni, ma di una delega in materia di viabilità e pertanto la titolarità resta sempre in capo allo Stato.